# Îlot Charbon
L’îlot Charbon est une îlot de Nouvelle-Calédonie appartenant administrativement à Le Mont-Dore.